# 竹村健一 (政治家)
竹村 健一（たけむら けんいち、1920年〈大正9年〉10月14日 - 1993年〈平成5年〉5月7日）は、日本の政治家。長野県駒ヶ根市長。

## 来歴
長野県上伊那郡赤穂村（現駒ヶ根市）で、竹村季一、いくゑ の長男として生まれた。東京市京橋区に移り、1938年（昭和13年）3月、旧制東京府立第二中学（現東京都立立川高等学校）卒業。同年9月、赤穂村役場に入り書記となり、その後、兵役についた。1954年（昭和29年）駒ヶ根市に合併後、総務課長、福祉事務所長、税務課長、昭和伊南総合病院事務長を経て、1970年（昭和45年）9月7日に収入役となる。

### 1976年駒ヶ根市長選挙
1975年（昭和50年）12月22日に収入役を退職した。1976年（昭和51年）1月、駒ヶ根市長選挙に保守系候補として立候補して、革新系の新人を破って初当選を果たした。
※当日有権者数：-人 最終投票率：-%（前回比：-pts）
| 候補者名 | 年齢 | 所属党派 | 新旧別 | 得票数   | 得票率 | 推薦・支持 |
| -------- | ---- | -------- | ------ | -------- | ------ | ---------- |
| 竹村健一 | 55   | -        | -      | 11,495票 | 61.1%  | -          |
| 中城正   | -    | -        | -      | 7,308票  | 38.9%  | -          |

1988年（昭和63年）1月まで3期務めた。在任中は公共下水道やし尿処理場の整備、駒ヶ根駅前開発事業などに尽力した。

## 栄典
- 1992年（平成3年）勲四等瑞宝章[3]

## 著作
- 『観生進退の記：役所生活五十年』竹村健一、1992年。